# لقمه‌ماهی پشت‌زرد
لقمه‌ماهی پشت‌زرد (نام علمی: Urolophus sufflavus) نام یک گونه از سرده دم‌تاجی‌ها است.